# 稜角鱗鱷屬

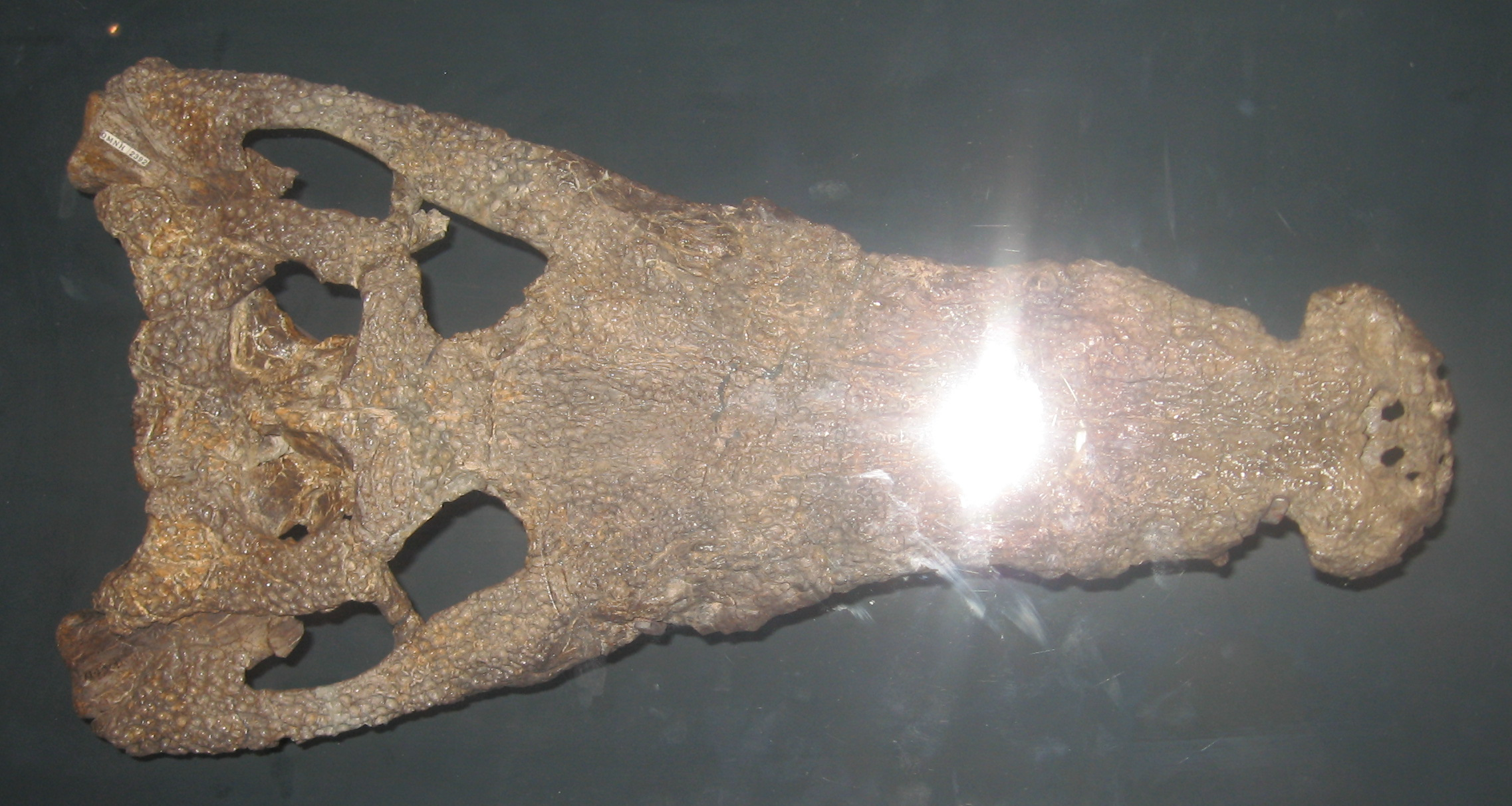
稜角鱗鱷的頭骨，位於奧克拉荷馬州的山姆諾貝爾博物館

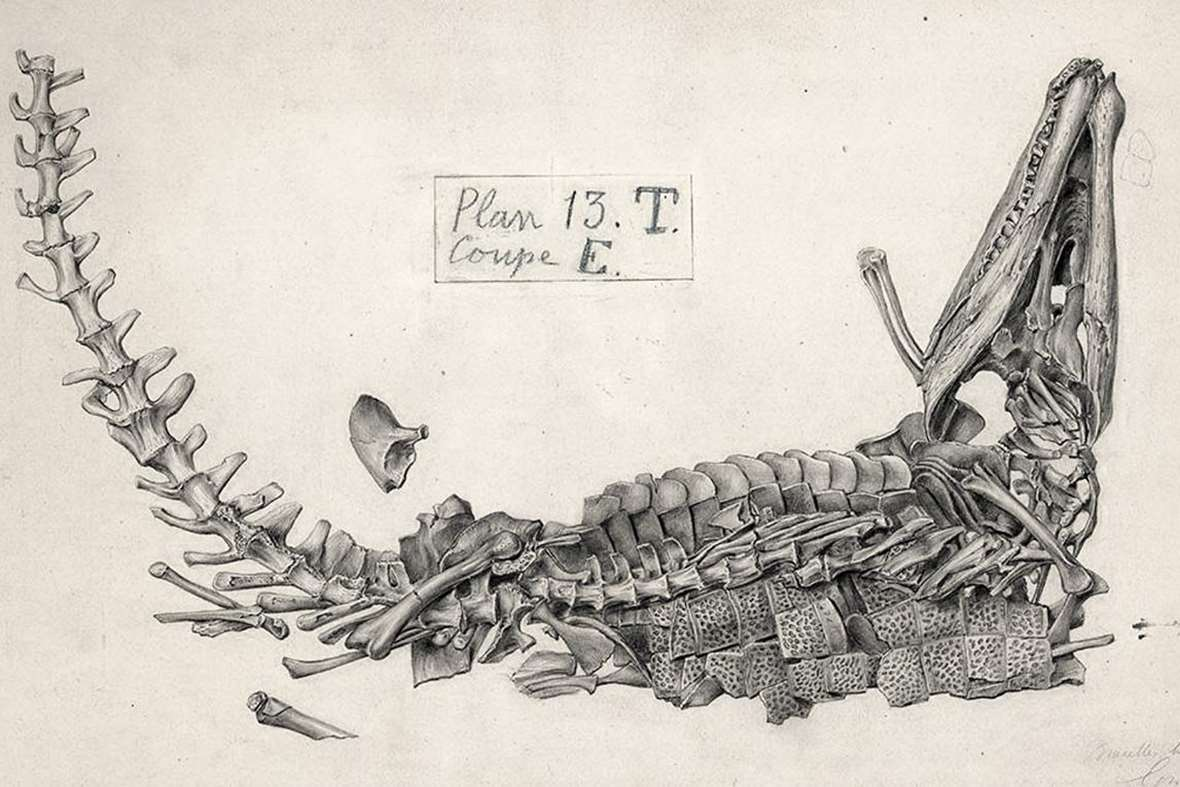
G. simus的骨骼模型，比利時自然史博物館

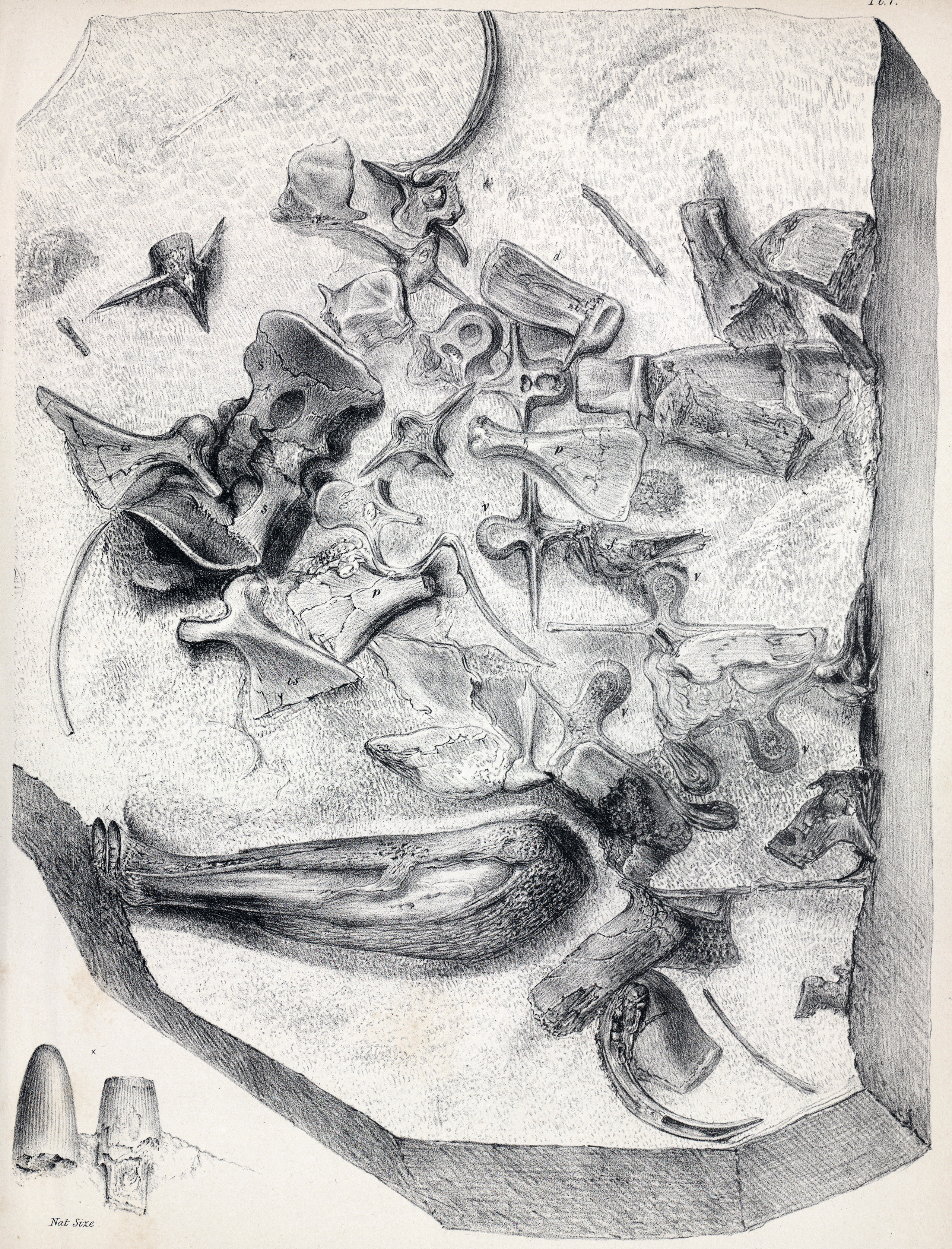
G. crassidens的正模標本（編號BMNH 3798）

稜角鱗鱷屬（屬名：Goniopholis）又名角鱗鱷，是種已滅絕鱷類，生存於侏儸紀晚期到白堊紀早期的北美洲、歐洲、以及亞洲。稜角鱗鱷是半水生動物，非常類似現代鱷魚。稜角鱗鱷的身長為2到4公尺之間，生活方式可能非常類似美洲短吻鱷或尼羅鱷。 稜角鱗鱷與已滅絕的鱷類祖先的親緣關係非常接近。
目前已有許多種的稜角鱗鱷被敘述。G. crassidens生存於白堊紀巴列姆階的英格蘭。G. simus生存於白堊紀早期的德國西北部。G. gilmorei與G. stovalli生存於侏儸紀晚期的北美洲。G. baryglyphaeus則是最古老的稜角鱗鱷，生存於侏儸紀啟莫里階的葡萄牙。G. phuwiangensis則生存於晚侏儸紀的泰國東北部。G. lucasii生存於侏儸紀提通階的科羅拉多州，但可能屬於Amphicotylus。生存於白堊紀早期英格蘭的Nannosuchus gracilidens可能是個稜角鱗鱷的幼年個體。
2011年命名的G. kiplingi，種名是以英國詩人魯德亞德·吉卜林為名，他的作品衝滿對自然環境的熱愛。

## 外部連結
- http://www.cr.nps.gov/museum/exhibits/dino/exb/goniopholis_dino10667_exb.html （页面存档备份，存于）